# Доходный дом Ф. И. Танского
Доходный дом Ф. И. Танского — памятник архитектуры. Расположен в Петроградском районе Санкт-Петербурга, современный адрес дома — улица Куйбышева, 21.
Здание было построено для владельца торгового дома по продаже автомобилей Ф. И. Танского в 1909—1911 годах по проекту К. В. Бальди. Композиция фасада исходно симметрично-осевая, с тремя округлыми эркерами, завершёнными трёхгранными стеклянными призмами. Крупнейший из эркеров находится по центру, над ним чуть в глубине поставлена башня, над боковыми эркерами надстроены мансарды. По горизонтали сделаны две линии балконов. В марте 2018 года башня главного эркера была утеряна из-за пожара, восстановление с серым покрытием вместо зелёного состоялось в 2019 году (на 2024 год окраска вновь серая).
Фасад между эркерами и балконами разбит двумя группами малых стеклянных эркеров.
На фасаде сочетаются крупные формы и мелкодетальный декор, лепной и металлический, сгруппированный в нижней части, облицованной серым гранитом. Стилизованные растительные узоры переходят в абстрактные, в простенках каменные столбы сделаны по отдалённому подобию колонн ионического ордера. Стены подворотни декорированы пилястрами и арками.

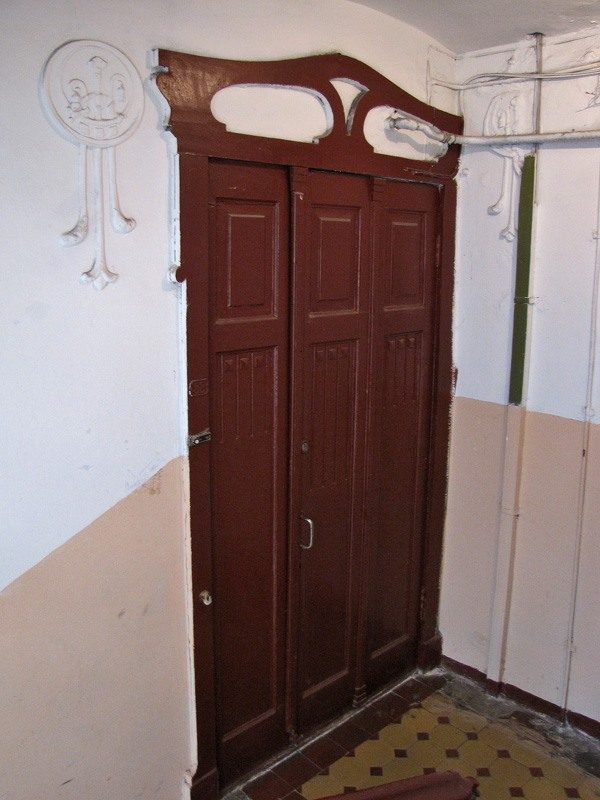
Квартирная дверь дома

Парадная лестница облицована зелёным мрамором, у неё лепной фриз и кессонированный плафон. У дверных проёмов квартир криволинейные навершия и фигурные прорези, лепнина с цветочными мотивами на потолке.

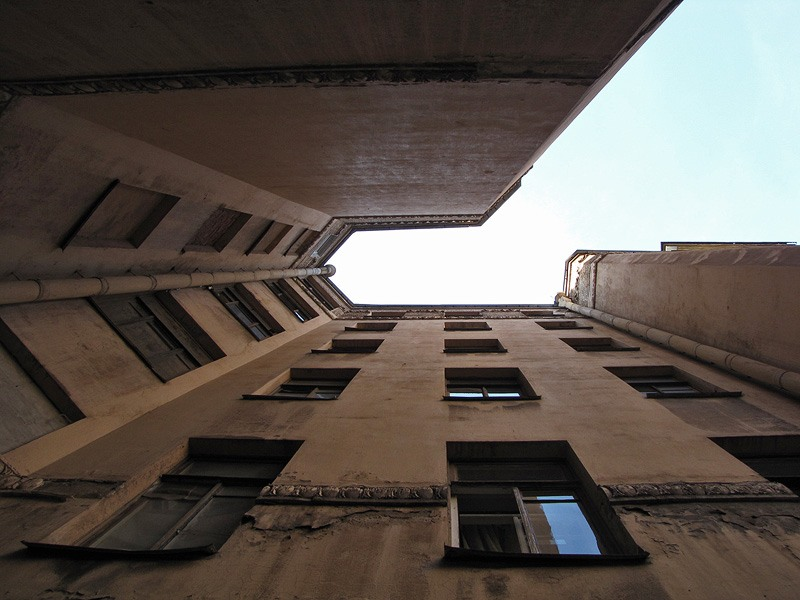
Заглубление для улучшения количества освещённых помещений

Двор разделён поперечным корпусом на два двора, дворовые фасады также декорированы, на них размещены многочисленные лоджии, эркеры и балконы, в углах для повышения освещённости сделаны заглубления. В первом из дворов в 1912 году был сделан фонтан с гранитным обелиском (восстановление работоспособности фонтана запланировано на 2024 год).